# Tom Arnold
Thomas Duane Arnold (Iowa, Ottumwa, 1959. március 6. –) amerikai színész és komikus. 

## Fiatalkora
Thomas Duane Arnold néven született az iowai Ottumwában, Linda Kay (Graham) és Jack Arnold fiaként. Hat testvére van. Még gyermek volt, amikor édesanyja elhagyta a családot, testvéreivel együtt édesapjuk nevelte fel. Egy férfi bébiszitter négy és hét éves kora között szexuálisan zaklatta.
Fiatalkorában egy húsfeldolgozó üzemben dolgozott. Az Ottumwa High Schoolba, az Indian Hills Community College-ba, majd 1981 és 1983 között az Iowai Egyetemre járt, ahol üzleti adminisztrációt és írást tanult.

## Pályafutása
Legismertebb szerepei Arnie Thomas a Roseanne című sorozatban (1989–1993), továbbá Jackie Thomas a The Jackie Thomas Show (1992-1993) és Tom Amross a The Tom Show (1997–1998) című műsorokban.
Feltűnt a True Lies – Két tűz között (1994), az Áldatlan állapotban (1995), a Gyagyások serege (1997), az Állati kiképzés (2000), a Bölcsőd lesz a koporsód (2003), a Mr. 3000 (2004), a Hepiendek (2005), A tökéletlen trükk (2008) és a Madea néni, avagy a tanú védtelen (2011) című filmekben. 
Négy évig volt a The Best Damn Sports Show Period házigazdája, és szerepelt a Kemény motorosok című sorozatban is.

## Magánélete

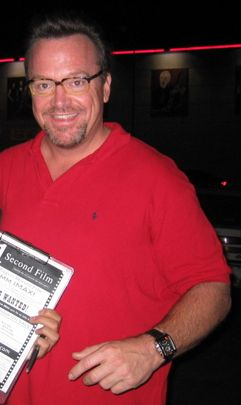
2004-ben a The 1 Second Film forgatásán

1983-ban ismerkedett meg Roseanne Barr komikusnővel, amikor Barr megnézte műsorát. Kapcsolatukat megnehezítette Arnold alkoholizmusa és drogfüggősége, de végül sikerült elhagynia szenvedélybetegségeit. 1990-ben házasodtak össze, majd 1994-ben elváltak. 2009 áprilisában az Anytime with Bob Kushell című műsorban Arnold elárulta, hogy amikor elvált Barrtól, nem kért tartásdíjat.
A következő tíz év során két további alkalommal is megnősült, mindkét házasság válással végződött. 2008 augusztusában Arnold eltörte a lapockáját egy motorbalesetben a Pacific Coast Highway-en.
A 2009-es hálaadás hétvégéjén Arnold 75 vendég előtt vette feleségül negyedik feleségét, Ashley Groussmant Mauin. Arnold tanúja Dax Shepard volt. 2009. december 10-én megjelent az Asia Uncut című késő esti talk showban. A párnak két gyermeke született. 2019 januárjában a pár bejelentette válási szándékát, melyet 2020 júliusában véglegesítettek.

## Filmográfia

### Film
| Év   | Magyar cím                                                   | Eredeti cím                                                 | Szerep                                | Magyar hang         |
| ---- | ------------------------------------------------------------ | ----------------------------------------------------------- | ------------------------------------- | ------------------- |
| 1991 | Rémálom az Elm utcában 6. – Freddy halála: Az utolsó rémálom | Freddy's Dead: The Final Nightmare                          | gyermektelen férfi                    |                     |
| 1992 | Mondvacsinált hős                                            | Hero                                                        | Chick, csapos                         | Csuja Imre          |
| 1993 | Csúcsfejek                                                   | Coneheads                                                   | golfozó (stáblistán nem szerepel)     | Csuja Imre          |
| 1993 | Két és fél kém                                               | Undercover Blues                                            | Vern Newman                           | Juhász György       |
| 1994 | True Lies – Két tűz között                                   | True Lies                                                   | Albert "Gib" Gibson                   | Szakácsi Sándor     |
| 1995 | Áldatlan állapotban                                          | Nine Months                                                 | Marty Dwyer                           | Szombathy Gyula     |
| 1996 | Kölcsönkinyír visszajár                                      | Big Bully                                                   | Roscoe "Fang" Bigger                  | Koroknay Géza       |
| 1996 | Idegroncs derbi                                              | Carpool                                                     | Franklin Laszlo                       | Csuja Imre          |
| 1996 | Lökött bagázs                                                | The Stupids                                                 | Stanley Stupid                        |                     |
| 1997 |                                                              | Touch                                                       | August Murray                         |                     |
| 1997 | Gyagyások serege                                             | McHale's Navy                                               | Quinton McHale, Jr. hadnagyparancsnok | Helyey László       |
| 1997 | Szőr Austin Powers: Őfelsége titkolt ügynöke                 | Austin Powers: International Man of Mystery                 | Cowboy (stáblistán nem szerepel)      | Rosta Sándor        |
| 1997 |                                                              | Hacks                                                       | Danny                                 |                     |
| 1998 | Botcsinálta golfpalánta                                      | National Lampoon's Golf Punks                               | Al Oliver                             |                     |
| 1998 | Zenegerek karácsonya                                         | Buster & Chauncey's Silent Night                            | Fritz (hangja)                        |                     |
| 1998 | Isten hozta Hollywoodban                                     | Welcome to Hollywood                                        | 'önmaga (cameo)                       |                     |
| 1999 |                                                              | Dancing Outlaw II: Jesco Goes to Hollywood (dokumentumfilm) | önmaga                                |                     |
| 2000 | Állati kiképzés                                              | Animal Factory                                              | Buck Rowan                            | Szinovál Gyula      |
| 2000 |                                                              | We Married Margo                                            | önmaga (cameo)                        |                     |
| 2000 | Sípolj, ha tudod mit nyeltél tavaly disznóvágáskor           | Shriek If You Know What I Did Last Friday the Thirteenth    | Pogi                                  | Kálloy Molnár Péter |
| 2000 | Perelj be, lúzer!                                            | Just Sue Me                                                 | Barbuto                               |                     |
| 2001 | Sebhelyek                                                    | Exit Wounds                                                 | Henry Wayne                           | Borbély László      |
| 2001 |                                                              | Lloyd                                                       | Tom                                   |                     |
| 2002 |                                                              | Hansel and Gretel                                           | Boogeyman                             |                     |
| 2002 | A városi lány                                                | Children on Their Birthdays                                 | Lionel Quince                         |                     |
| 2003 |                                                              | Manhood                                                     | Dr. Levanthal                         |                     |
| 2003 | Bölcsőd lesz a koporsód                                      | Cradle 2 the Grave                                          | Archie                                | Harmath Imre        |
| 2003 | Szexi party                                                  | National Lampoon's Barely Legal                             | Mr. Lewis                             | Sörös Sándor        |
| 2003 | Kis nagy színész                                             | Dickie Roberts: Former Child Star                           | önmaga (cameo)                        | Gardi Tamás         |
| 2003 |                                                              | Just for Kicks                                              | Coach Martin                          |                     |
| 2004 | Flúgos járat                                                 | Soul Plane                                                  | Elvis Hunkee                          | Galbenisz Tomasz    |
| 2004 | Mr. 3000                                                     | Mr. 3000                                                    | önmaga (cameo)                        | Szűcs Sándor        |
| 2005 | Hepiendek                                                    | Happy Endings                                               | Frank McKee                           | Csuja Imre          |
| 2005 | Papák a partvonalon                                          | Kicking & Screaming                                         | önmaga (cameo)                        |                     |
| 2005 | Újra a pályán                                                | Rebound                                                     | önmaga (cameo)                        | Holl Nándor         |
| 2005 | A gyerek, meg én                                             | The Kid & I                                                 | Bill Williams                         | Kőszegi Ákos        |
| 2006 | Mell-bedobás                                                 | Cloud 9                                                     | önmaga                                | Posta Victor        |
| 2007 |                                                              | Homo Erectus                                                | Rog (stáblistán nem szerepel)         |                     |
| 2007 | Büszkeség                                                    | Pride                                                       | Richard Binkowski                     | Holl Nándor         |
| 2007 |                                                              | Game of Life                                                | Richard                               |                     |
| 2007 | Palo Alto, Kalifornia                                        | Palo Alto                                                   | Morgan                                | Tarján Péter        |
| 2007 |                                                              | The Final Season                                            | Burt Akers                            |                     |
| 2008 | A tökéletlen trükk                                           | The Great Buck Howard                                       | önmaga                                |                     |
| 2008 |                                                              | Good Dick                                                   | apa                                   |                     |
| 2008 | Éjkert                                                       | Gardens of the Night                                        | Alex                                  |                     |
| 2008 | Bunkó vagyok, így hódítok                                    | The Jerk Theory                                             | Bailey atya                           | Holl Nándor         |
| 2008 |                                                              | This Is Not a Test                                          | önmaga                                |                     |
| 2008 |                                                              | Remarkable Power                                            | Van Hagen                             |                     |
| 2008 | Állati mesék 3. – Az Aranyhaj és a három medve-show          | Unstable Fables: The Goldilocks and 3 Bears Show            | Mac Bear (hangja)                     |                     |
| 2009 |                                                              | The Skeptic                                                 | Sully                                 |                     |
| 2009 | Amerikai nyár                                                | The Pool Boys                                               | önmaga                                |                     |
| 2009 |                                                              | April Showers                                               | Martin Blackwell                      |                     |
| 2010 | Halálos sebesség                                             | Kill Speed                                                  | Rhaynes                               | Hegedűs Miklós      |
| 2010 | Szexterápia                                                  | Group Sex                                                   | Herman                                | Rosta Sándor        |
| 2010 | Bikinis bombázók bevetésen                                   | Hard Breakers                                               | Harold Bell                           | Gergely Róbert      |
| 2011 | Átkos Penny                                                  | The Bad Penny                                               | Frank                                 | Holl Nándor         |
| 2011 |                                                              | Walk a Mile in My Pradas                                    | Joe                                   |                     |
| 2012 | Lúzerbár                                                     | Last Call                                                   | Gabe                                  | Háda János          |
| 2012 |                                                              | Jewtopia                                                    | Bruce Daniels                         |                     |
| 2012 | Fekete-fehér, igen, nem                                      | Grassroots                                                  | Tommy                                 | Németh Gábor        |
| 2012 | Madea néni, avagy a tanú védtelen                            | Madea's Witness Protection                                  | Walter                                | Vári Attila         |
| 2012 | Üss vagy fuss!                                               | Hit and Run                                                 | Randy Anderson amerikai marsall       | Kerekes József      |
| 2012 | Karácsonyi kutyakaland                                       | Chilly Christmas                                            | Quarterman                            | Kassai Károly       |
| 2013 |                                                              | Pulling Strings                                             | Art                                   |                     |
| 2014 |                                                              | Dumbbells                                                   | Daddy                                 |                     |
| 2014 | Shelby: A kutya, aki megmentette a karácsonyt                | Shelby                                                      | Doug                                  | Kerekes József      |
| 2015 | Karácsonyi testcsere                                         | Christmas Trade                                             | Gus                                   | Faragó András       |
| 2015 |                                                              | Jungle Shuffle                                              | Coati King (hangja)                   |                     |
| 2015 |                                                              | Underdog Kids                                               | Gene "Geno" Burman                    |                     |
| 2015 |                                                              | Sex School                                                  | Hyman igazgató                        |                     |
| 2015 |                                                              | Rodencia y el diente de la princesa                         | Dalliwog a varázsló (hangja)          |                     |
| 2015 |                                                              | I Am Chris Farley (dokumentumfilm)                          | önmaga                                |                     |
| 2015 |                                                              | The Curse of Downers Grove                                  | Chuck apja                            |                     |
| 2017 | Mutáns mutánsok támadása                                     | Dead Ant                                                    | Danny                                 | Holl Nándor         |
| 2017 |                                                              | Maximum Impact                                              | Barnes                                |                     |
| 2018 | Testépítők                                                   | Bigger                                                      | Roy Hawkins                           | Holl Nándor         |
| 2018 | Mentsük meg Flórát!                                          | Saving Flora                                                | Runyon                                |                     |
| 2019 |                                                              | Pegasus: Pony With a Broken Wing                            | Daniel Warren                         |                     |
| 2021 |                                                              | Hollywood.Con                                               | El Jade                               |                     |
| 2021 | Karácsonyi csibészek                                         | Christmas Thieves                                           | Frank                                 |                     |
| 2021 |                                                              | Queen of Meth                                               | önmaga                                |                     |
| 2021 |                                                              | High Holiday                                                | Greg Corksey                          |                     |
| 2022 |                                                              | Good Mourning                                               | híres rendező                         |                     |
| 2023 |                                                              | Ape vs. Mecha Ape                                           | Hamilton                              |                     |

### Televízió
| Év        | Magyar cím                       | Eredeti cím                                  | Szerep                     | Megjegyzések                              |
| --------- | -------------------------------- | -------------------------------------------- | -------------------------- | ----------------------------------------- |
| 1989–1993 | Roseanne                         | Roseanne                                     | Arnold Shep "Arnie" Thomas | 20 epizód                                 |
| 1992–1993 |                                  | The Jackie Thomas Show                       | Jackie Thomas              | 18 epizód koproducer                      |
| 1993      |                                  | The Larry Sanders Show                       | önmaga                     | 1 epizód                                  |
| 1994      |                                  | Tom                                          | Tom Graham                 | 12 epizód                                 |
| 1994      |                                  | General Hospital                             | Billy Boggs                | 9 epizód                                  |
| 1996      |                                  | Brotherly Love                               | Jack                       | 1 epizód                                  |
| 1997–1998 |                                  | The Tom Show                                 | Tom Amross                 | 19 epizód                                 |
| 1998      |                                  | Space Ghost Coast to Coast                   | önmaga (hangja)            | 1 epizód                                  |
| 1999      | A Simpson család                 | The Simpsons                                 | önmaga (hangja)            | 1 epizód                                  |
| 1999      |                                  | The Norm Show                                | Andrew                     | 1 epizód                                  |
| 2000      | Baywatch: Hawaii                 | Baywatch: Hawaii                             | Al Raymond                 | 1 epizód                                  |
| 2001      |                                  | Weakest Link                                 | önmaga                     | vetélkedő                                 |
| 2001      | Tündéri keresztszülők            | The Fairly OddParents                        | céges Mikulás (hangja)     | 1 epizód                                  |
| 2001      | Végtelen határok                 | The Outer Limits                             | Jerry Miller               | 1 epizód                                  |
| 2003      | Texas királyai                   | King of the Hill                             | Norm Glidewell (hangja)    | 1 epizód                                  |
| 2004      |                                  | Hope & Faith                                 | Bob Thompson               | 1 epizód                                  |
| 2004      | Jim szerint a világ              | According to Jim                             | Max                        | 1 epizód                                  |
| 2007      |                                  | The Celebrity Apprentice                     | önmaga                     |                                           |
| 2007      | Esküdt ellenségek: Bűnös szándék | Law & Order: Criminal Intent                 | Calvin Riggins tiszteletes | 1 epizód                                  |
| 2008–2009 |                                  | My Big Redneck Wedding                       | önmaga                     | házigazda és narrátor 16 epizód           |
| 2009–2011 | Kemény motorosok                 | Sons of Anarchy                              | Georgie Caruso             | 4 epizód                                  |
| 2011      | Franklin és Bash                 | Franklin & Bash                              | Ronny Streppi              | 1 epizód                                  |
| 2012      | Hawaii Five-0                    | Hawaii Five-0                                | Ron Alberts                | 1 epizód                                  |
| 2013      |                                  | The First Family                             | Arthur Crandall alelnök    | 3 epizód                                  |
| 2014      | Psych – Dilis detektívek         | Psych                                        | Garth Mathers              | 1 epizód                                  |
| 2015      | A munka hősei                    | Workaholics                                  | George                     | 1 epizód                                  |
| 2016      |                                  | Trailer Park Boys                            | önmaga                     | 3 epizód                                  |
| 2016–2019 | NCIS: New Orleans                | NCIS: New Orleans                            | Elvis Bertrand             | 4 epizód                                  |
| 2017      |                                  | I'm a Celebrity...Get Me Out of Here!        | önmaga                     |                                           |
| 2017–2019 |                                  | Funny You Should Ask                         | önmaga                     | 41 epizód                                 |
| 2018      |                                  | The Hunt for the Trump Tapes with Tom Arnold | önmaga                     | 8 epizód                                  |
| 2020      |                                  | World's Funniest Animals                     | önmaga                     | 1 epizód                                  |
| 2022      | Újoncok: FBI                     | The Rookie: Feds                             | Miles Butkus               | 1 epizód                                  |
| 2023      | True Lies – Két tűz között       | True Lies                                    | Arnie Orwig                | 1 epizód                                  |
| 2023      | FUBAR                            | FUBAR                                        | Norm Carlson               | - 1 epizód - magyar hangja: - Holl Nándor |
| 2023      |                                  | Underdeveloped                               | Ralph                      | 6 epizód                                  |
| 2024      | Gazdagok és szépek               | The Bold and the Beautiful                   | Deuce Stevens százados     | 2 epizód                                  |

## Fordítás
- Ez a szócikk részben vagy egészben  a   Tom Arnold (actor) című angol Wikipédia-szócikk fordításán alapul.  Az eredeti cikk szerkesztőit annak laptörténete sorolja fel. Ez a jelzés csupán a megfogalmazás eredetét és a szerzői jogokat jelzi, nem szolgál a cikkben szereplő információk forrásmegjelöléseként.